# Den røde Lilje (film fra 1924)
Den røde Lilje (originaltitel The Red Lily) er en amerikansk stumfilm fra 1924 instrueret af Fred Niblo.

## Medvirkende
- Ramon Novarro som Jean Leonnec
- Enid Bennett som Marise La Noue
- Frank Currier som Hugo Leonnec
- Mitchell Lewis som D'Agut
- Rosita Marstini som Madame Charpied
- Sidney Franklin som M. Charpied
- Wallace Beery som Bo-Bo
- George Nichols
- Emily Fitzroy som Bouchard